# Idora Hegel
Idora Hegel, född den 13 april 1983 i Zagreb i Kroatien (dåvarande SR Kroatien, Jugoslavien), är en kroatisk konståkare. Hon representerade Kroatien i olympiska vinterspelen 2002 och 2006.

## Fotnoter
1. ↑  läst: 27 april 2022.[källa från Wikidata]